# Petruška (balletto)
Petruška (in russo Петрушка? trascritto anche Pétrouchka o Petrushka) è un balletto in quattro scene con musica di Igor' Stravinskij composto fra il 1910 e il 1911. Fu una delle numerose creazioni che il coreografo Michel Fokine ha realizzato per la compagnia dei Ballets Russes di Sergej Djagilev.
La storia è basata sull'omonimo personaggio della tradizione russa, una marionetta dal corpo di segatura e la testa di legno, che prende vita e riesce a provare sentimenti. Petruška è stato avvicinato alle figure di Pierrot e di Pinocchio, ma in realtà il burattino stravinskiano, a parte una certa malinconia che lo accomuna al primo, non ha nulla a che vedere con le due figure ed ha anche poco del burattino popolare russo che è nella tradizione burlone, manesco e truffaldino.

## Storia
Nel 1910, durante la stesura de La sagra della primavera, lavoro assai impegnativo, Stravinskij si volle distrarre componendo un pezzo per pianoforte e orchestra in cui lo strumento avesse un ruolo di primo piano. Il musicista racconta che: «Componendo questa musica avevo nettamente la visione di un burattino subitamente scatenato che, con le sue diaboliche cascate di arpeggi, esaspera la pazienza dell'orchestra, la quale a sua volta gli replica con le minacciose fanfare.  Ne segue una terribile zuffa che, giunta al suo parossismo, si conclude con l'accasciarsi doloroso e lamentevole del povero burattino.» Dopo di che egli pensò a lungo al titolo da dare alla composizione finché non gli venne in mente Petruška, l'infelice burattino del teatro popolare, sempre presente nelle fiere. Quando Djagilev ascoltò il brano, rimanendone impressionato, volle a tutti i costi che Stravinskij lo utilizzasse per un nuovo balletto. Seguendo l'idea che il compositore aveva in mente, i due definirono l'intreccio e lo svolgimento del lavoro, stabilendo come luogo d'azione la fiera e come personaggi, oltre a Petruška, la Ballerina, il Moro e il Ciarlatano. Il musicista, mentre si trovava a Beaulieu-sur-Mer, iniziò subito a comporre il primo quadro ed utilizzò la parte già scritta per pianoforte per il secondo.
Verso Natale Stravinskij raggiunse Djagilev a Pietroburgo dove fece ascoltare i progressi fatti nel lavoro all'amico e a Alexandre Benois a cui era stata affidata la realizzazione scenica del balletto; questa fu l'ultima volta che il compositore vide la città della sua infanzia. Rientrato a Beaulieu Stravinskij riprese la composizione, ma dovette ben presto interrompere a causa di una grave intossicazione da nicotina. Dopo un mese di cure riprese il lavoro e quindi partì per Roma per raggiungere Djagilev che allestiva uno spettacolo al Teatro Costanzi; qui ultimò il balletto l'undici maggio 1911 e diede inizio alle prove dello spettacolo.
La prima rappresentazione avvenne a Parigi al Théâtre du Châtelet il 13 giugno 1911 con la direzione di Pierre Monteux, le scene e i costumi di Alexandre Benois, la coreografia di Michel Fokine. Il ruolo di Petruška venne affidato a Vaclav Nižinskij che ne trasse una delle sue interpretazioni più memorabili, unendo alle sue note doti virtuosistiche un'intensa espressione drammatica che diede al burattino un'anima; Tamara Karsavina fu la Ballerina, Alexandre Orlov il Moro, Enrico Cecchetti il Ciarlatano. Nonostante il successo della rappresentazione, alcuni critici furono spiazzati dalle musiche impervie, dissonanti, talvolta grottesche. A un critico che, dopo una prova generale, chiese: "Ci avete invitato qui per sentire questa roba?", Djagilev rispose laconico: "Esattamente".
Quando Stravinskij e Djagilev con il suo corpo di ballo si recarono a Vienna nel 1913, la Wiener Philharmoniker, rivelando il suo atteggiamento molto conservatore, inizialmente mostrò ostilità nell'eseguire la partitura, definendola "schmutzige Musik" (musica sconcia). La rappresentazione ebbe comunque luogo senza proteste, ottenendo anche un discreto successo. Tra il 1946 e il 1947 ad Hollywood il compositore realizzò una nuova versione del balletto sia per poter ottenere il copyright sia per migliorarne la strumentazione allo scopo di rendere eseguibile la partitura anche da parte di orchestre di minore grandezza.

## Struttura del balletto

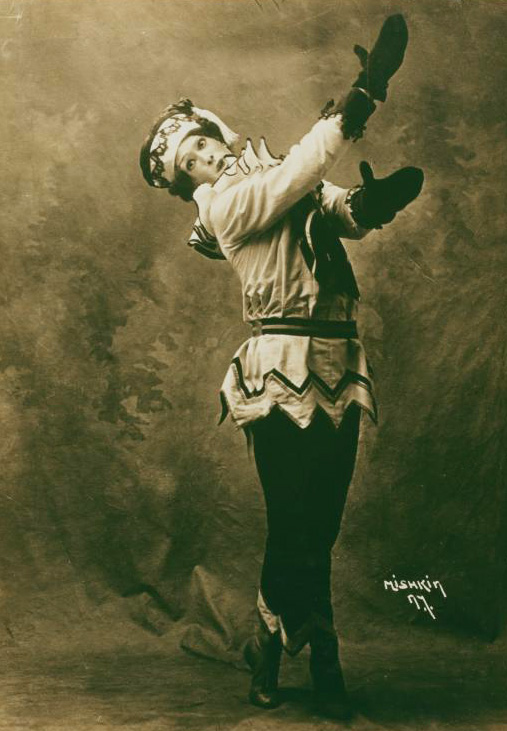
Nijinski nella parte di Petruška

- Parte I: Festa popolare della settimana grassa

- - Introduzione
  - La bancarella del Ciarlatano
  - Danza Russa

- Parte II: La stanza di Petruška

- Parte III: La stanza del Moro

- - La stanza del Moro
  - Danza della Ballerina
  - Valzer - La Ballerina e il Moro

- Parte IV: Festa popolare della settimana grassa (sera)

- - Danza delle balie
  - Il contadino con l'orso
  - Il mercante gioviale con le due zingare
  - Danza dei carrettieri e degli stallieri
  - Le maschere
  - La lotta del Moro con Petruška
  - Morte di Petruška
  - Comparsa del fantasma di Petruška.

## Trama

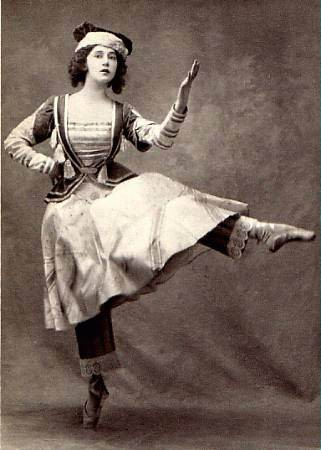
Tamara Karsavina nella parte della Ballerina

### Prima scena
Siamo a San Pietroburgo, in piazza dell'Ammiragliato, durante la settimana grassa (in russo Maslenica) nel 1830; festività che precede il periodo di digiuno della Quaresima. Il popolo festeggia: le strade sono affollate da passanti, ballerini di strada, zingare, forze dell'ordine, curiosi, comari, vetturini.
Il ritmo veloce e mutevole della musica enfatizza l'andirivieni della folla. 
Un suonatore di organetto e una danzatrice intrattengono il pubblico quando un rullo di tamburi segna l'arrivo del Ciarlatano col suo teatro di burattini. Lo spettacolo viene annunciato da una melodia eseguita da un flauto. 
Si alza il sipario del teatrino e il Ciarlatano presenta le marionette inanimate: Petruška, la Ballerina e il Moro. Grazie ad un incantesimo i burattini si animano, saltano fuori dal palcoscenico e ballano una vivace danza russa tra il pubblico che rimane stupefatto. Terminato lo spettacolo i pupazzi vengono rinchiusi dal padrone nella loro scatola e la folla si allontana.

### Seconda scena
La scena si apre sulla stanza di Petruška (pareti scure decorate da stelle nere, una mezzaluna ed un minaccioso ritratto del Ciarlatano).
Il povero Petruška, gettato nella sua cella, atterra con un gran tonfo. Dietro le quinte il burattino conduce una vita miserabile fra le angherie del Moro e l'amore non ricambiato della Ballerina a cui tenta di dichiararsi con modi in verità poco eleganti, venendo puntualmente respinto; la Ballerina è infatti attratta dal Moro con cui inizia una relazione.

### Terza scena
La scena si svolge ora nella lussuosa stanza del Moro che, diversamente dal protagonista, gode del privilegio di una vita agiata sebbene sia anch'egli prigioniero; mentre tenta inutilmente di aprire una noce di cocco con la sua scimitarra, la Ballerina entra nella stanza ed i due, al suono di una vivace melodia, cominciano a ballare. Petruška, che finalmente riesce a evadere dalla sua cella, in preda alla gelosia, piomba nella stanza per opporsi alla relazione e per lottare contro il Moro, ma finisce malmenato e scacciato dalla scimitarra nemica.

### Quarta scena
La fiera di Carnevale. 
Nel  mezzo dei festeggiamenti si sente un grido provenire dal teatro delle marionette. Petruška irrompe sulla scena inseguito dal Moro armato di scimitarra: viene raggiunto e ucciso davanti a tutti. La folla pensa che ci sia stato un vero delitto;
il Ciarlatano viene interrogato dalla polizia e cerca di riportare la calma scuotendo il corpo inerte di Petruška da cui esce segatura, ricordando ai presenti che si tratta solo di un burattino di legno.
A notte inoltrata la folla si allontana  mentre la neve cade dal cielo e la fiera si chiude. Il Ciarlatano riordina e ripulisce il suo teatrino prima di allontanarsi portando con sé il burattino rotto. All'improvviso compare il fantasma di Petruška sorridente sul tetto del teatrino. La morte ha liberato il suo spirito dal corpo della marionetta ed ora egli è tornato per tormentare il suo antico aguzzino che nel vederlo fugge impaurito.

## Analisi
Dopo soltanto un anno dalla realizzazione del primo balletto, L'uccello di fuoco, Stravinskij crea un'opera che si allontana notevolmente dal fascino esotico, dalle connotazioni fiabesche e dai cromatismi raffinati che lo avevano caratterizzato. Petruška si può ben considerare come il primo balletto che rompe con la lunga schiera di opere romantiche che avevano connotato la danza fino a quel tempo. Con una musica innovativa il pubblico viene qui portato ad una contemporaneità mediata dalla tradizione popolare russa; abbandonando ogni suggestione romantica di opere rassicuranti nel loro svolgimento consolatorio, Stravinskij, con le sue sonorità aspre, svela al pubblico la storia tragica di un burattino che ha sentimenti umani e che viene quasi ignorato dalla folla festosa del Carnevale, folla che con la sua allegria, il suo vociare ed i costumi pittoreschi si rivela essere la vera protagonista del balletto . Il dramma di Petruška, la sua lotta con il Moro e la sua fine non sono in primo piano, farlo "sarebbe stato come rifare i Pagliacci di  Leoncavallo". Nel balletto il mondo reale della fiera di Carnevale con la sua folla variegata ed il mondo fantastico del teatrino con i burattini animati dal Mago Ciarlatano si intersecano, si sovrappongono realizzando uno scenario fantasmagorico rutilante di suoni e di colori.

### La musica
Da un punto di vista musicale Petruška è un'opera totalmente innovativa; la partitura stravinskiana usa un linguaggio che pone fine agli ultimi residui di connotazioni romantiche ed impressionistiche ancora presenti nelle opere del tempo. Stravinskij qui rinuncia anche alle atmosfere suggestive ed alle raffinate armonie che aveva ottenuto nel suo Uccello di fuoco; invece di proseguire su quella strada di successo, volta decisamente pagina. I colori sonori d'urto, le dissonanze, le frasi melodiche brevissime che non si risolvono mai in uno sviluppo, l'uso di un ritmo secco e scandito, il caleidoscopio di motivi utilizzati e derivanti da canti popolari, da valzer, da canzoni banali, fanno di Petruška il primo balletto veramente moderno che conquista effetti che per parecchi anni non verranno più raggiunti.

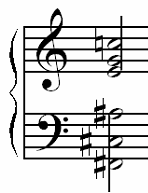
Accordo Petruška

Il balletto si apre con la rappresentazione della folla del Carnevale suonata a piena orchestra con una grande fanfara che rievoca un antico canto popolare russo; subito dopo uno scalcinato organetto di Barberia, interpretato da due clarinetti, riprende il motivo di una volgare canzonetta francese, Elle avait une jambe de bois, suonata poi da flauti, clarinetti e tromba. All'improvviso un rullo di tamburi porta l'attenzione sul teatrino del Ciarlatano: la musica lenta, un poco sinistra, dei fagotti, del controfagotto e dei contrabbassi si unisce al suono dell'arpa e della celesta finché un'incantata melodia del flauto anima i corpi dei tre burattini che, tra la meraviglia della folla, iniziano a danzare; la musica si fa vigorosa nel ricordo di una Danza russa scandita dal pianoforte con una serie di accordi insistenti e rigidi. Uno stacco del tamburo ci porta nella stanza di Petruška; qui ritroviamo gli arpeggi diabolici già citati da Stravinskij nella sua autobiografia: si tratta del famoso accordo Petruška che con la sua bitonalità basata sulla sovrapposizione di due accordi, uno in do maggiore e l'altro in fa diesis maggiore, caratterizza l'entrata in scena del personaggio, creando una dissonanza inusuale che stupì gli spettatori dell'epoca. il Furioso di tutta l'orchestra esprime quindi la lacerazione dell'anima del burattino ed evolve poi in un Andantino suonato dolcemente dal flauto quando sopraggiungono pensieri d'amore per la ballerina.
È ancora un tamburo ad aprire il terzo quadro a cui segue un Feroce stringendo che sottolinea la violenza e la grossolanità del Moro; una melodia orientaleggiante, suonata dai clarinetti, accompagna i suoi giochi infantili con una noce di cocco. L'arrivo della ballerina è segnato dalla tromba e dal tamburo militare in un Allegro che passa poi al Lento cantabile quando la stessa inizia a danzare con il Moro un valzer che Stravinskij trae da una danza tirolese di Joseph Lanner; un secondo valzer, suonato da flauti e arpe, anch'esso di Lanner, viene bruscamente interrotto dal forte suono della tromba che annuncia l'entrata di Petruška. Con una musica rapida, sottolineata da accordi sincopati, il Moro scaccia il rivale inseguendolo.
Dopo una breve introduzione, nella quarta scena la folla festeggia con una serie di danze vivaci basate su diversi canti popolari russi: dall'Allegretto della Danza delle balie, al Sostenuto nella danza de Il contadino con l'orso, dissonante e lenta sottolineata dai clarinetti, alla vivace e ritmata de Il mercante gioviale con le due zingare, al Moderato della Danza dei carrettieri che presenta un ritmo molto marcato e si svolge in un crescendo insistente. L'assolo della tromba indica l'arrivo di Petruška che, inseguito ed attaccato dal Moro, viene colpito a morte. La musica si fa quindi più rarefatta e gelida mentre il fantasma del burattino appare sul tetto; la scena si chiude con un semplice ed inquietante motivo pizzicato di sole quattro note suonate dagli archi.

## Organico
Orchestra composta da: due ottavini, quattro flauti, quattro oboi, corno inglese, quattro clarinetti, clarinetto basso, quattro fagotti, controfagotto, quattro corni, due trombe, due cornette, tre tromboni, basso tuba, due arpe, pianoforte, celesta, timpani, grancassa, piatti, glockenspiel, rullante, tamburello, triangolo, xilofono, tam-tam, tamburello fuori scena e archi.

## Altre versioni coreografiche
- Michel Fokine realizzò altre rappresentazioni del balletto: nel 1925 con il Balletto Reale Danese, l'8 ottobre 1942  con l'American Ballet Theatre e il 26 marzo 1957 con il Royal Ballet con Alexander Grant e Margot Fonteyn come interpreti.
- Aurel Milloss realizzò per l'Opera di Roma nella stagione 1939-1940 una nuova coreografia intensamente drammatica.
- Léonide Massine mise in scena il suo Petruška il 13 marzo 1970 con il Joffrey Ballet di Chicago.
- Maurice Béjart con il Ballet du XXe siècle il 19 gennaio 1978 realizzò una nuova coreografia con Vladimir Vasil'ev e Rita Poelvoorde interpreti principali.